# Order Paper

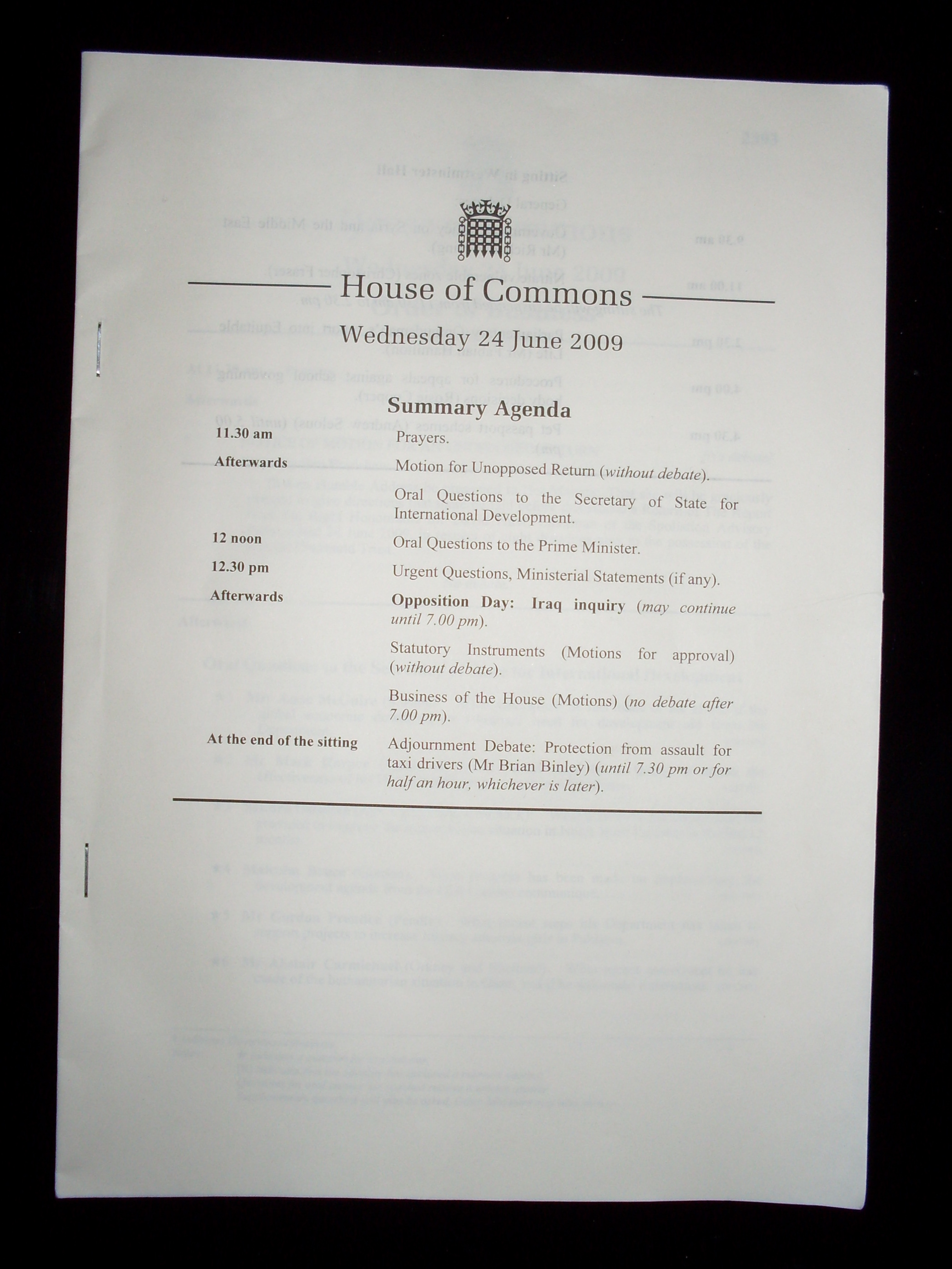
Een order paper van 24 juni 2009

Order Paper  is de naam van het dagelijks bulletin van het Britse Lagerhuis. Het bulletin geeft een overzicht van de, die dag, te verwachten beslommeringen in the House of Commons.
De Order Paper geeft aldus een agenda van onderwerpen die in het Lagerhuis worden besproken, inclusief de vragen die door leden van het parlement aan bepaalde ministers zullen worden gesteld. Ook maakt het bulletin gewag van de leden die door het presidium van het parlement zijn geselecteerd om over bepaalde onderwerpen het woord te voeren. Daarnaast wordt in deze dagelijkse publicatie bekendgemaakt waar bepaalde commissievergaderingen plaatsvinden.
Deze kameragenda wordt door leden van het Lagerhuis ook gebruikt om hun goed- of afkeuring te laten blijken tijdens vergaderingen. Door te "zwaaien met hun order papers" betuigt men instemming met dan wel onvrede over hetgeen in de Kamer wordt te berde gebracht.